# Aldersbach
For the nearby abbey, see Aldersbach Abbey.
Aldersbach là một đô thị ở huyện Passau bang Bayern thuộc nước Đức.